# Nordheim
Per altres poblacions del maieix nom vegeu Nordheim (desambiguació)
 Nordheim (en alsacià Nààrde) és un municipi francès, situat a la regió del Gran Est, al departament del Baix Rin. L'any 1999 tenia 732 habitants.
Forma part del cantó de Molsheim, del districte de Molsheim i de la Comunitat de comunes de la Mossig i del Vignoble.

## Demografia
| 1962 | 1968 | 1975 | 1982 | 1990 | 1999 |
| ---- | ---- | ---- | ---- | ---- | ---- |
| 505  | 515  | 530  | 621  | 637  | 732  |

## Administració
| Període | Identitat        | Partit |
| ------- | ---------------- | ------ |
| 2001-   | Maurice Heydmann |        |